# Hermann Vopel

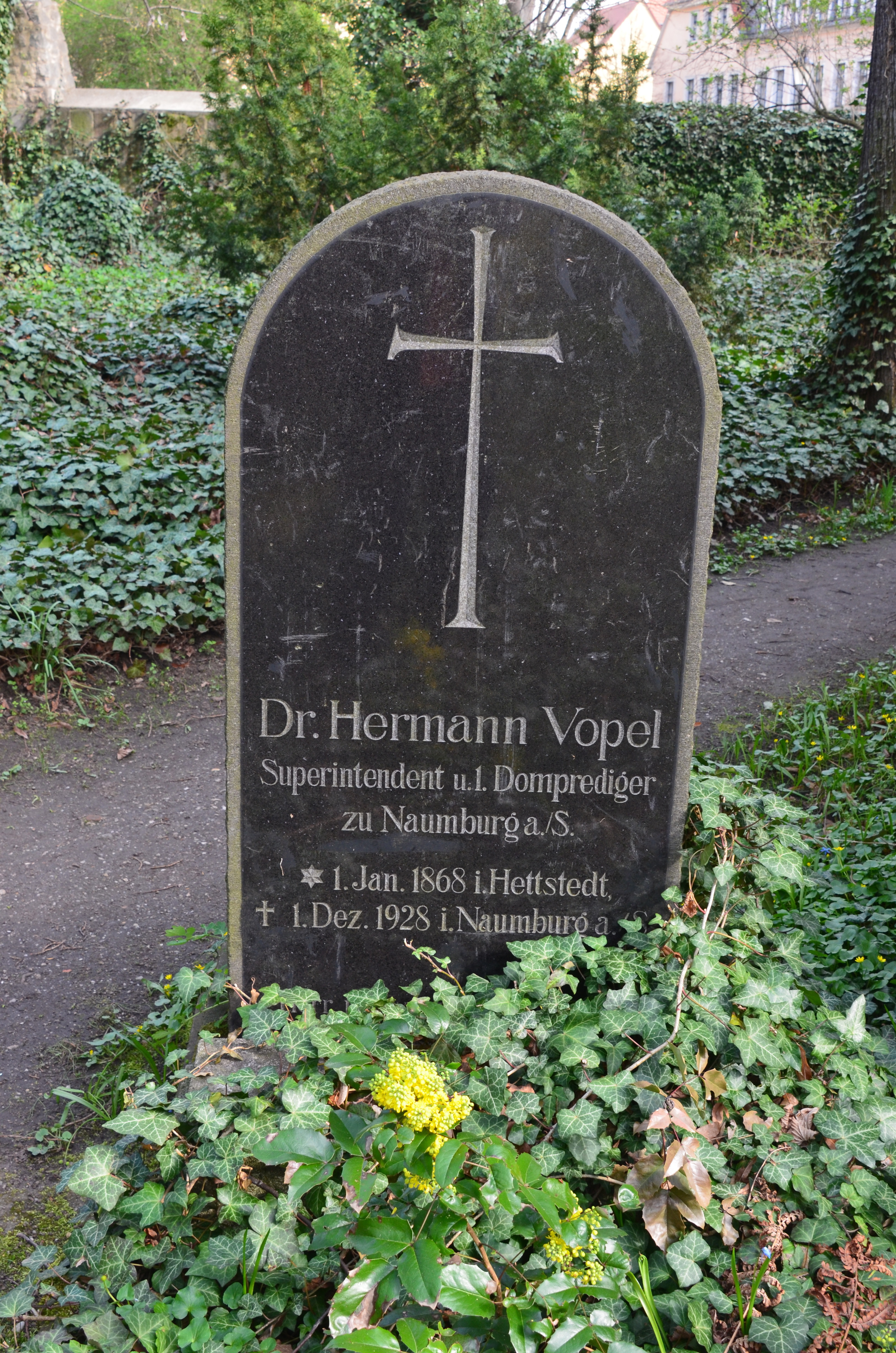
Grabstein von Hermann Vopel auf dem Domfriedhof in Naumburg

Karl Gustav Hermann Vopel (* 1. Januar 1868 in Kupferberg; † 1. Dezember 1928 in Naumburg (Saale)) war ein deutscher evangelischer Geistlicher.

## Leben
Hermann Vopel besuchte sechs Jahre das Gymnasium in Eisleben und studierte anschließend ab 1888 evangelische Theologie an der Universität Halle. 1893 legte er das 1., 1895 das 2. theologische Examen ab. 1894 bis 1897 studierte er Kunstgeschichte an der Universität Leipzig, 1897 bis 1898 Kunstgeschichte und Klassische Archäologie an der Universität Straßburg. Hier wurde er 1898 bei Johannes Ficker mit einer Dissertation zu den frühchristlichen Goldgläsern zum Dr. phil. promoviert. 1898 bis 1900 erhielt er das Reisestipendium des Archäologischen Instituts des Deutschen Reiches für Christliche Archäologie. Auf diesem Gebiet war er jedoch später nicht mehr tätig. Am 1. Oktober 1900 wurde er ordiniert und zum 1. November 1900 Hilfsprediger in Weißenfels. Zum 1. Dezember 1901 wurde er 2. Domprediger am Naumburger Dom, 1915 1. Domprediger und Superintendent.

## Schriften
- Die altchristlichen Goldgläser. Ein Beitrag zur altchristlichen Kunst- und Kulturgeschichte. Mohr, Freiburg/Leipzig/Tübingen 1898 (= Dissertation; Digitalisat).